# ロンドン・ブロイル

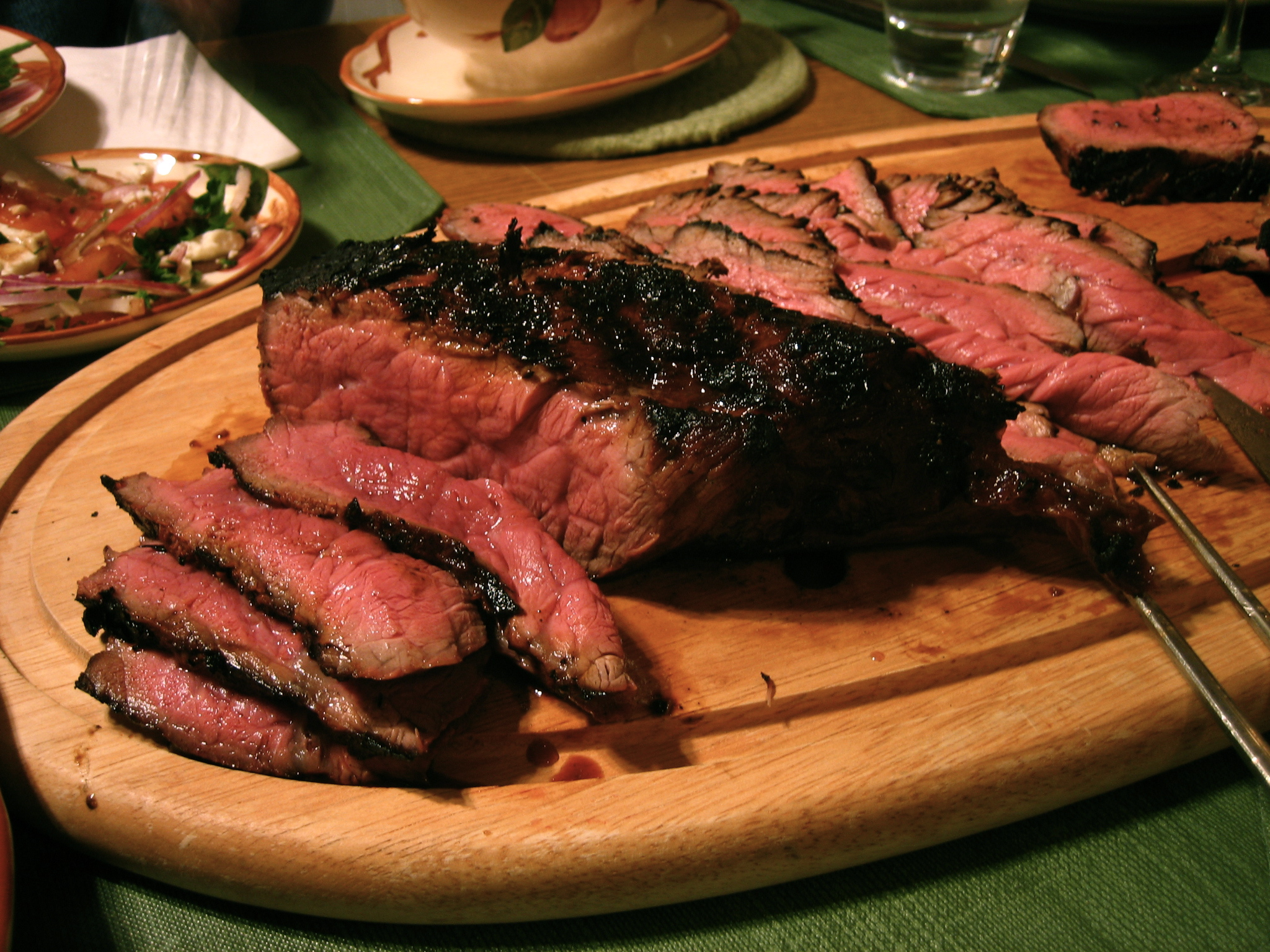
一般的なロンドン・ブロイル。このように薄く切って供される。

 ロンドン・ブロイル  （英: London broil）は北アメリカで一般的な牛肉の調理法である。
牛の肩やわき腹肉などをマリネした上でグリルし、薄く切って供される。ロンドンという名前がついているが、なぜそのような名前がついたのかの明確な由来は明らかではない。

## 調理法
ロンドン・ブロイルの調理は、おおよそまずマリネして数時間置き、それから高温のオーブンで焼いたり、グリルしたりして調理される。
供される際には、焼き目に反して刃を向け、斜めに薄く切るのが一般的である。